# Ahkal Mo' Naab' II

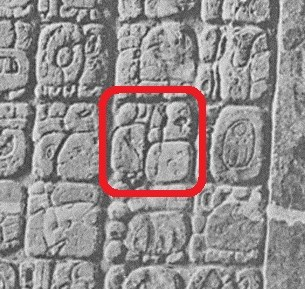
Glifo de Ahkal Mo' Naab' II en el tablero del Templo de la Cruz en Palenque.

Ahkal Mo' Naab' II o  Ahku'l Mo' Naahb' II (3 de septiembre de 523 - 21 de julio de 570) fue un ahau del señorío de B'aakal, cuya ciudad capital era Lakam Ha', hoy conocida como la zona arqueológica maya de Palenque. Es también referido como Chaacal II o Akul Anab II. La traducción o interpretación de su nombre ha sido propuesta como Turtle Macaw Lake o Lago de la Tortuga Guacamaya.

## Registros biográficos
Fue nieto de Ahkal Mo' Naab' I, y en algunas inscripciones es llamado así: u mam Ahkal Mo' Nahb (el nieto de Ahkal Mo' Naab'). De acuerdo a la cuenta larga del calendario maya nació el 9.4.9.0.4 7 k'an 17 mol, es decir, el 3 de septiembre del año 523. Ascendió al poder cinco días después de la muerte de su antecesor, el 9.6.11.5.1 1 imix 4 zip, es decir, el 2 de mayo de 565.
Los datos de su vida están escritos en el tablero del Templo de la Cruz y en el sarcófago de Pakal “el Grande”. Sólo gobernó cinco años, murió el 9.6.16.10.7 9 manik 5 yaxkin, es decir, el 21 de julio de 570. Fue sucedido por Kan B'alam I, quien muy probablemente era su hermano.